# Шале-Віль
Шале-Віль (перс. شله ويل) — село в Ірані, у дегестані Сардар-е-Джанґаль, у бахші Сардар-е-Джанґаль, шагрестані Фуман остану Ґілян. За даними перепису 2006 року, його населення становило 12 осіб, що проживали у складі 4 сімей.